# Norma Palafox
Norma Luz Irene Duarte Palafox  (Huatabampo, Sonora, México; 14 de octubre de 1998) es una futbolista mexicana que actualmente se desempeña como delantera en el FC Juárez Femenil Anotó el gol definitivo en la final del primer torneo femenil profesional, con  Chivas femenil, equipo con el que estuvo activa durante 62 partidos y 17 goles. En junio de 2019 anunció su retiro del equipo, y su alejamiento del futbol, para participar en el programa televisivo Exatlón Estados Unidos en el cual tuvo una sobresaliente participación que la llevó a ser finalista. En diciembre de 2019, Chivas femenil anuncia de manera oficial su regreso a las canchas y al equipo. 
El día 20 de diciembre de 2020 se hace oficial su traspaso al Club de Futbol Pachuca Femenil.  En el 2021 volvió al Exatlón para ganarlo, asegurándose así un premio de 200 mil dólares.  
El 21 de junio de 2022 es anunciada como nuevo refuerzo del Atlas FC Femenil, equipo donde permaneció un semestre, disputando diecisiete encuentros y anotando dos goles. El miércoles 4 de enero del 2023 fue anunciada como refuerzo del Cruz Azul femenil. En febrero de 2023 fue cuestionada y criticada después de subir un vídeo a la plataforma de videos cortos de TikTok haciendo lipsync de la canción "El Gordo Trae el Mando" de Chino Pacas, un corrido que hace apología al delito y al narcotraficante Joaquín "El Chapo" Guzmán.

## Campeonatos

### Campeonatos nacionales
| Título                             | Equipo      | País   | Año  |
| ---------------------------------- | ----------- | ------ | ---- |
| Primera División Femenil de México | Guadalajara | México | 2017 |

### Campeonatos internacionales
| Título                     | Club                | Sede              | Año  |
| -------------------------- | ------------------- | ----------------- | ---- |
| Campeonato Sub-20 Concacaf | Selección de México | Trinidad y Tobago | 2018 |

### Participación en Exatlón Estados Unidos
Palafox se coronó como la campeona absoluta de la 5.ª edición del reality show más demandante de la televisión impulsada por el deporte, Exatlón EE.UU .